# 李舜臣 (宋)
李 舜臣（り しゅんしん、生没年不詳）は、中国南宋時代の儒学者。字は子思。隆州井研県の出身。

## 略歴
幼少より優秀で、長じて乾道2年（1166年）の科挙に合格した。南宋が女真族の金に華北を奪われて失地回復の意欲を失っていた頃、逆に金国への抗戦を盛んに主張した。また成都に任を得た時には、教えを得た民より「蜀先生」と呼ばれ、慕われた。死後に崇国公を追封された。
著作に『江東十鑑』など多数。子に、歴史を記した『建炎以来繁年要録』編者の李心伝、朱子の語を記録した『池録』編者の李道伝、『饒録』編者の李性伝がいる。